# Купула
Kупулa (лат. cúpula – чашица) чашолики омотач плода који га држи и штити током раста и сазревања. Карактеристична је за породицу букве (Fagaceae). Код рода литокарпус (Lithocarpus) и храстова (Quercus) она само делимично обухвата појединачну орашицу, док код питомог кестена (Castanea) и букви (Fagus), у потпуности затвара два или више плодова, а када плодови сазреле, пуца на четири режња и ослобађа орашице. Купула настаје из вегетативних делова цвета (разрастањем цветне дршке).
Купула је покривена бројним љуспама - стипулама. Код кестена, љуспе су преображене у зашиљене бодље, пружајући заштиту плодовима од веверица и других животиња које се хране кестеном. Код храстова љуспе су кратке и прилегле уз купулу као код црвеног храста, или су издужене и одстоје од купуле као код цера или македонског храста.